# Paul Coker
Pour les articles homonymes, voir Coker.
Paul Coker, né en 1959 à Londres, est un musicien, pianiste, accompagnateur et enseignant vaudois.

## Biographie
Paul Coker commence le piano à l'âge de cinq ans et entre à l'école Yehudi Menuhin de Londres puis au Royal College of Music où il obtient son diplôme. Il y suit l'enseignement de Nadia Boulanger, de Vlado Perlemuter et de Louis Kentner et parachève sa formation en suivant des cours privés auprès de Yu Chun Yee et d'Alfred Brendel. Il remporte plusieurs prix durant sa formation, comme le Jackson Master Award de Boston, le National Federation of Music Societies Concert Award et le premier prix de la BBC qui le sacre « meilleur musicien de l'année en Angleterre » en 1978.
Paul Coker commence sa carrière internationale en 1978, comme soliste, donnant de nombreux récitals dans différents pays et participant aux festivals d'Edimbourg, de Bath, de Gstaad et de Spoleto. Il se produit comme soliste avec le Philharmonia Orchestra, l'English Chamber Orchestra et accompagne, au cours des années 1990, le Royal Philharmonic Orchestra au cours d'une tournée aux États-Unis. Il joue également à deux reprises avec l'Orchestre philharmonique de Berlin. 
Yehudi Menuhin occupe une place importante dans la carrière de Paul Coker : il l'invite en effet en 1980 à remplacer Hephzibah Menuhin (1920-1981), la sœur et accompagnatrice préférée du violoniste, malade depuis quelques années, lors d'un récital à Londres. Paul Coker, alors âgé de vingt ans, saisit l'occasion et est finalement choisi pour l'accompagner lors d'une tournée à Berlin. C'est le début d'une collaboration d'une dizaine d'années, les deux musiciens donnant plus de deux cents concerts à travers le monde.
En plus de son activité de soliste, Paul Coker affectionne particulièrement la musique de chambre et compte parmi ses partenaires les violonistes Pierre Amoyal, Joshua Bell, avec qui il enregistre en 1996 un CD consacré à l’œuvre de Fritz Kreisler (Decca), Nigel Kennedy, l'un des plus brillants élèves de Yehudi Menuhin, Raphaël Oleg et les violoncellistes suisses Patrick et Thomas Demenga, Guy Fallot, Steven Isserlis, les violoncellistes américain Ralph Kirshbaum et autrichien Heinrich Schiff. Il joue également régulièrement avec le Quatuor Sine Nomine. En 1990, il forme le trio Coker-Stuller-Brown.
Paul Coker a enregistré plusieurs disques, notamment l'intégrale des sonates de Schubert (Doron, 1991-1996), l'intégrale des sonates et variations de Beethoven pour violoncelle et piano, les sonates de Prokofiev et Schnittke, et, en 2012, un disque consacré aux œuvres pour la main gauche seule (Malgré tout...). Paul Coker réside en Suisse depuis le début des années 1990 où il crée en 1993 un cycle de concerts annuels à Lausanne, « Les sept mardis de Paul Coker ». Professeur à la Yehudi Menuhin School de Londres durant plusieurs années, il enseigne depuis 1995 le piano à la Haute école de musique de Genève, sur le site de Neuchâtel, et, depuis 2004, la musique de chambre à l'Académie Tibor Varga de Sion.

## Sources
- « Paul Coker », sur la base de données des personnalités vaudoises sur la plateforme « Patrinum » de la Bibliothèque cantonale et universitaire de Lausanne.
- Coker, Paul, Franz Schubert, Sonates, Doron, 1992, cote BCUL: DCM 6185
- Coker, Paul, Malgré tout..., Doron, 2012, cote BCUL: DCR 12991
- Coker, Paul, Kanoff, Steven, Quatuor Anton, Max Reger, Accord, 1994, cote BCUL: DCM 8951
- Machard, Renaud, "The Kreisler Album", Le Monde, 1996/07/20, p. 23
- Denayrouse, "Paul Coker, "Malgré tout", Doron", La Tribune de Genève, 2012/10/27, p. 30
- Coppé, Delphine, "Amoyal rachète l'âme de Buffo", Sud Ouest, 1996/02/23, p. D
- Blazy, François, "Supplément d'âme - Amoyal-Buffo", Sud Ouest, 1996/02/01, p. E.